# Vasvári Csaba (színművész)
Vasvári Csaba (Békéscsaba, 1966. december 29. –) magyar színész, színigazgató és kulturális innovációs menedzser.

## Családja
Szülei Vasvári Mihály és Flender Judit, ikertestvére Vasvári Emese színésznő. Volt felesége Széles Kinga, volt apósa Széles Gábor.

## Tanulmányai
1992-ben diplomázott a Színház- és Filmművészeti Főiskolán Kerényi Imre osztályában. 2014-ben végzett a Károli Gáspár Református Egyetem színháztudomány szakán.

## Pályafutása
Játszott többek között a Nemzeti Színházban, a Madách Színházban (1992–1993, 1999) és a szolnoki Szigligeti Színházban (1993–1999). 2003-tól a Mozaik Művészegyesület alapító tagja és alelnöke. 2008-tól 2011. április 27-ig a székesfehérvári Vörösmarty Színház igazgatója volt. 2008-tól 2016-ig a Magyar Teátrumi Társaság alelnöke. 2011-től a Színházművészeti Bizottság tagja volt, 2014-től 2018-ig annak elnöke. 2014-ben végzett a Károli Gáspár Református Egyetem színháztudomány szakán. 2016 és 2021 között a Szentendrei Teátrum igazgatója volt.
Ezt követően visszavonult a színészettől. 2022 januárjától a Társadalmi Innovációs Nemzeti Labor keretein belül dolgozik kulturális innovációs menedzserként, 3 hónapot töltött gyakornokként Brüsszelben az Európai Bizottságnál.

## Színpadi szerepei
A Színházi Adattárban regisztrált bemutatóinak száma: 74.
| - Molière: Dandin György....Miki - Hervé: Nebáncsvirág.... - Arden: Gyöngyélet....Tanácsi ember - Offenbach: Szép Heléna....Agamemnon - William Shakespeare: Szentivánéji álom....Oberon, tündérkirály - Walker: Strozzi avagy A büntető kéz....Victor - Bergman: Rítus....Bíró - Leigh: La Mancha lovagja....Herceg - William Shakespeare: Téli rege....Polixenes - Lengyel Menyhért: Taifun....A védő - Benedek-Szilágyi: Leánder és Lenszirom.....Leánder - Goethe: Clavigo....Clavigo - Eisemann Mihály: XIV. René....György főherceg - Weöres Sándor: A kétfejű fenevad....Szulejmán basa - Stendhal: Vörös és fekete....Fouqué fakereskedő - Nagy Ignác: Tisztújítás....Dr. Heves - Schiller: Don Carlos....Domingo - Kleist: Az eltört korsó....Walter - Schwartz: Godspell.... - Bernstein: West Side Story....Diesel - Bart: Oliver!....Bill Sikes - Feydeau: Osztrigás Mici....Corignon hadnagy - William Shakespeare: Vízkereszt, vagy amit akartok....Orsino - Bereményi Géza: A jéghegyek lovagja....Skarpjétinn - William Shakespeare: Rómeó és Júlia....Tybalt; Páris - Coward: Vidám kísértet....Charles - MacDermot: Hair.... - Móricz Zsigmond: Úri muri....Széplegény Jóska - Simon: A napsugár fiúk....Ben Silverman - Csiky Gergely: A nagymama....Ifjú gróf - Jókai Mór: A kőszívű ember fiai....Richárd - Bock: Hegedűs a háztetőn....Fegyka | - Szabó Magda: Régimódi történet....Kálmán - Molnár Ferenc: A hattyú....Wunderlich ezredes; Albert herceg - Müller Péter: Szomorú Vasárnap....Pincér - Herczeg Ferenc: Kék róka....Sándor - Örkény-Galambos: Magyar Panteon....Janász; Hadifogoly; Orvos; Ezredes; Járókelő; Kivégzőosztagos - Cohen: A fejedelem....Niccolo Machiavelli - William Shakespeare: Sok hűhó semmiért....Don Juan - Szergej Maszlobojscsikov: Carmen....José - Steinbeck: Egerek és emberek....Lennie - Coward: Forgószínpad....Dr. Jevons - Zerkovitz Béla: Csókos asszony....Dorozsmay Pista - Wassermann: Kakukkfészek....Bromden főnök - Shaw: Szent Johanna....Dunois - Böhm-Korcsmáros-Gádor-Shakespeare: Otelló Gyulaházán....Debrődi László - Zágon-Nóti: Hyppolit, a lakáj....Nagy András - William Shakespeare: Lear király....Alban hercege - Austen: Büszkeség és balítélet....Darcy - McPherson: A gát....Jack - Vişniec: A kommunizmus története elmebetegeknek....Sztálin - Egressy Zoltán: Portugál....Sátán - William Shakespeare: Macbeth....Duncan - Szirmai Albert: Mágnás Miska....Korláthy gróf - Szomor György: Monte Cristo grófja....Villefort - Feydeau: Bolha a fülbe....Doktor Finache - Kander-Ebb: Kabaré....Clifford Bradshaw - Tasnádi István: Finito....Dr. Juhos Buda - Szörényi Levente: István, a király....Sur - Kusan: A balkáni kobra....Dick Gilespie - Kodály Zoltán: Háry János....Krucifix - Fekete Péter: Orient....Férfi - Thompson: Aranytó.... |

## Filmjei

### Játékfilmek
- Balekok és banditák (1996)
- 6:3 (1999)
- Hamvadó cigarettavég (2001)
- De kik azok a Lumnitzer nővérek? (2006)
- Minden másképp van - Márairól (2007-dokumentum játékfilm)
- Majdnem szűz (2008)

### Tévéfilmek
- Helló, Doki (1997)
- Tea (2003)
- 200 első randi (2019)
- Mellékhatás (2020)

## Díjai
- Szent István-díj